# Isabel Bigley
Isabel Bigley (New York, 23 febbraio 1926 – Los Angeles, 30 settembre 2006) è stata un'attrice teatrale e cantante statunitense, vincitrice di un Tony Award.

## Biografia
Ha recitato nella produzione originale di Londra del musical Oklahoma! nel 1947 e nel 1951 ha vinto il Tony Award alla miglior attrice non protagonista in un musical per Guys and Dolls, in cui ricopriva il ruolo di Sarah Brown. Nel 1953 recitò per l'ultima volta a Broadway nel musical di Rodgers e Hammerstein Me and Juliet, in cui interpretava Jeanie, un ruolo scritto appositamente per lei.
Nello stesso anno sposò Lawrence R. Barnett, l'allora presidente della Music Corporation of America, e nel 1958 si ritirò dalle scene per dedicarsi ai sei figli avuti dal marito, quattro maschi e due femmine.

## Teatrografia
- Oklahoma!, libretto di Oscar Hammerstein II, colonna sonora di Richard Rodgers, regia di Rouben Mamoulian. Theatre Royal Drury Lane di Londra (1947-1950)
- Guys and Dolls, libretto di Jo Swerling e Abe Burrows, colonna sonora di Frank Loesser, regia di George S. Kaufman. 46th Street Theatre di Broadway (1950)
- Me and Juliet, libretto di Oscar Hammerstein II, colonna sonora di Richard Rodgers, regia di George Abbott. Majestic Theatre di Broadway (1953-1954)